# Tōma Murata
Tōma Murata (japanisch 村田 透馬 Murata Tōma; * 22. Juli 2000 in Sakai) ist ein japanischer Fußballspieler.

## Karriere
Murata erlernte das Fußballspielen in den Jugendmannschaften des Fukai SC und Gamba Osaka sowie in der Schulmannschaft der Kokoku High School. Von August 2018 bis Saisonende wurde er an den FC Gifu ausgeliehen. Der Verein aus Gifu, einer Großstadt in der Präfektur Gifu auf Honshū, der Hauptinsel von Japan, spielte in der zweiten japanischen Liga, der J2 League. Hier absolvierte er zwei Zweitligaspiele. Nach Ende der Ausleihe wurde er am 1. Februar 2019 von Gifu fest unter Vertrag genommen. Am Ende der Saison 2019 stieg er mit Gifu in die dritte Liga ab. Nach fünf Spielzeiten, in denen er 92 Ligaspiele bestritt, wechselte er im Januar 2024 zum Erstligaabsteiger Yokohama FC. Am Ende der Saison 2024 wurde er mit Yokohama Vizemeister und stieg in die erste Liga auf.

## Erfolge
Yokohama FC
- Japanischer Zweitligavizemeister: 2024  ▲